# 高山薯蓣
高山薯蓣（学名：Dioscorea delavayi）为薯蓣科薯蓣属的植物，是中国的特有植物。分布在中国大陆的四川、贵州、云南等地，生长于海拔2,000米至3,000米的地区，一般生长在林边、山坡路旁或次生灌丛中，目前尚未由人工引种栽培。